# Hans Waldburger

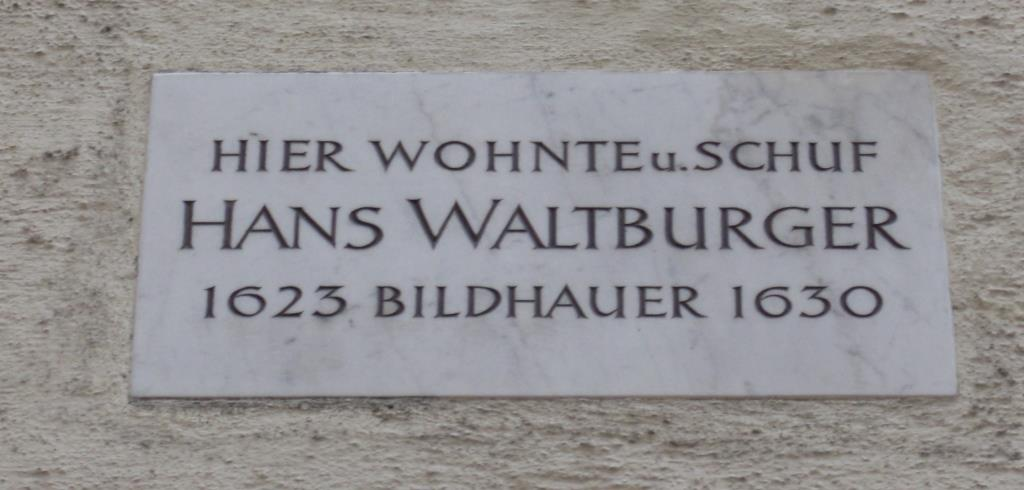
Tafel zur Erinnerung an Hans Waldburger in Salzburg

Hans Waldburger (* um 1570 in Innsbruck, Tirol; † vor dem 12. August 1630 in Salzburg) war ein österreichischer Bildhauer und Vertreter des Manierismus.

## Leben

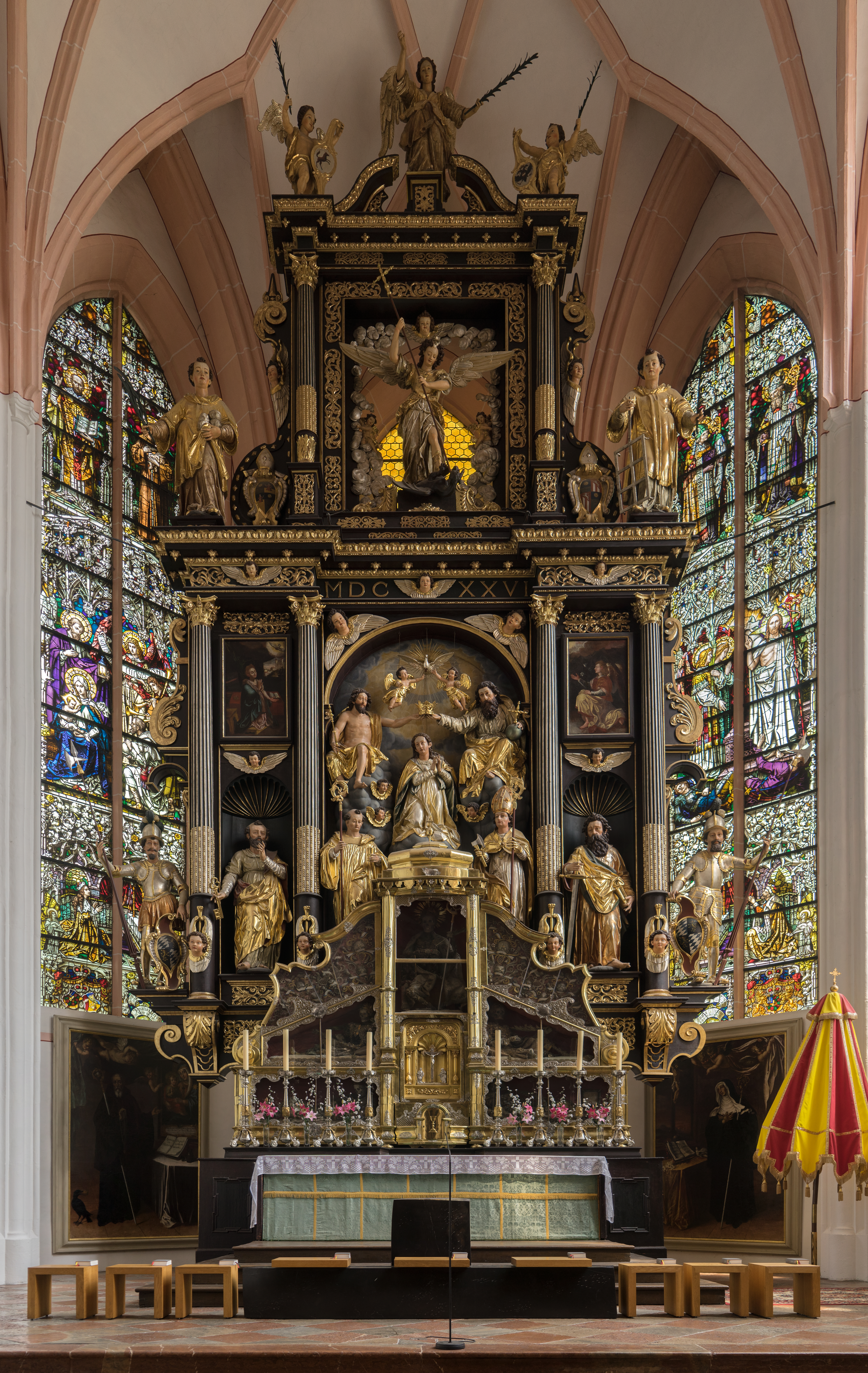
Altar der Basilika Mondsee

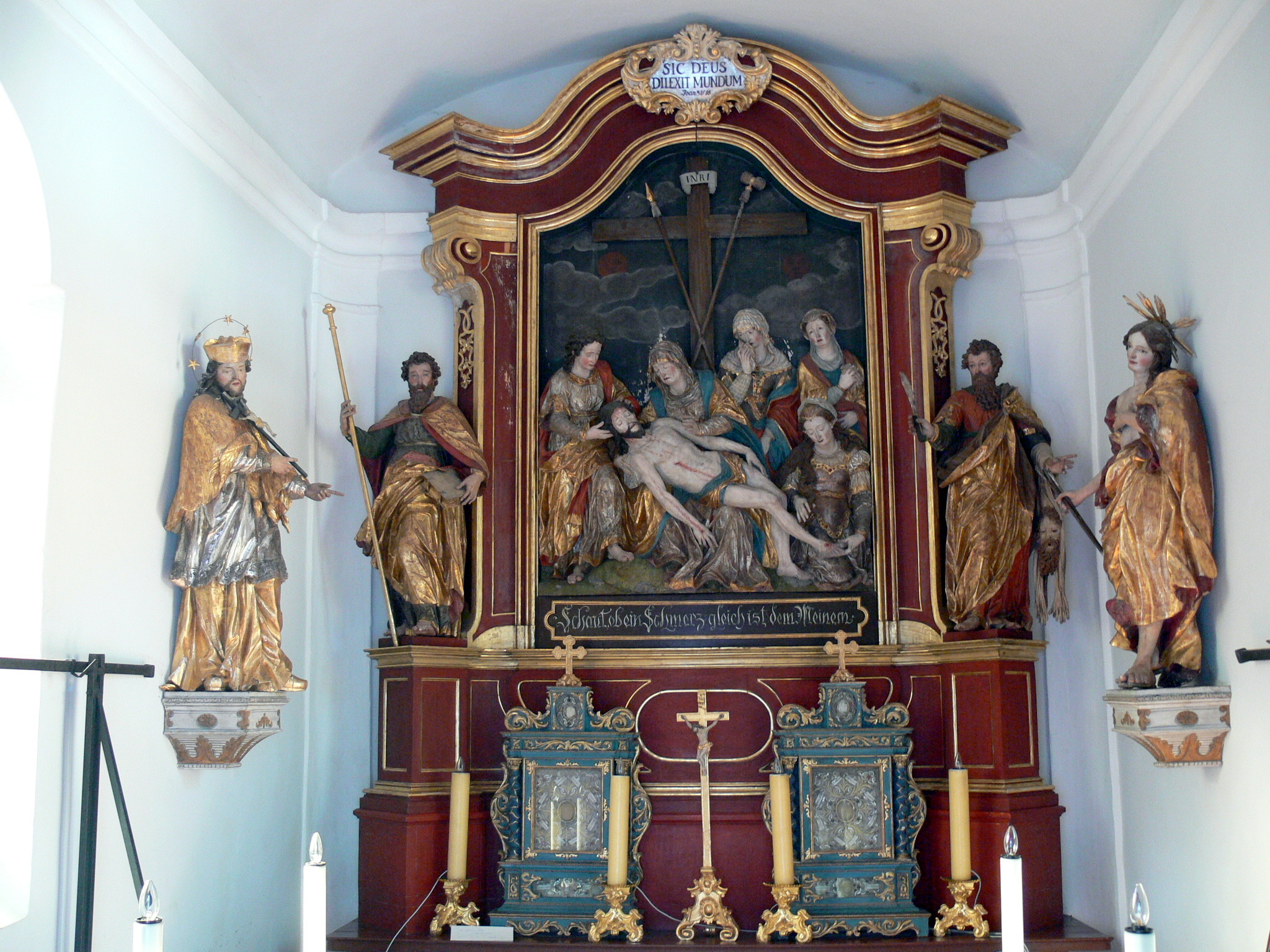
Altarbildrelief Beweinung Christi und die Konsolfiguren der Hll. Thomas und Bartholomäus (um 1620) in der Friedhofskapelle in Annaberg im Lammertal

Hans Waldburger wurde als Sohn des Innsbrucker Bildhauers Hans Leonhard Waldburger (1543–1622) geboren. Künstlerisch beeinflussten ihn die in Innsbruck tätigen Bildhauer Alexander Colin und Hubert Gerhard. Er wurde vom Erzbischof Wolf Dietrich von Raitenau nach Salzburg berufen. Besondere Bedeutung besitzt sein Spätwerk ab 1619, das am Übergang von der Spätrenaissance zum Frühbarock steht. Er war Vormund und Lehrmeister des Bildhauers Jakob Gerold (* 1602, † um 1680).

## Anerkennungen
- In der Chiemseegasse Nr. 5 von Salzburg befindet sich eine Gedenktafel.

## Werke
- Fußwaschung der Apostel (1603), Steinrelief, gemeinsam mit Matthäus Murmann, Salzburg Museum (ehemals Altar der Gabrielskapelle, Wolf-Dietrich-Mausoleum)
- Zwei Putti am barocken Tabernakel in der Pfarrkirche Annaberg im Lammertal (um 1620)
- Altarbildrelief Beweinung Christi und die Konsolfiguren der Hll. Thomas und Bartholomäus in der Friedhofskapelle in Annaberg im Lammertal (um 1620)
- Hochaltar der Basilika Mondsee (1626)
- Barocke Prozessionsmadonna mit Kind aus dem Umkreis von Waldburger der Pfarrkirche hl. Nikolaus in Dienten am Hochkönig (um 1630)
- Grablegungsrelief in der Salinen-Kapelle in Hallein
- Schnitzrelief Marienkrönung in der Art Waldburgers in der Filialkirche hl. Martin in Pfongau in Neumarkt am Wallersee
- Hochaltar und Figuren der Filialkirche hl. Ulrich in Scheffau am Tennengebirge
- Figuren am Hochaltar im Salzburger Dom
- Holzrelief Beweinung Christi im Loretokloster in der Stadt Salzburg[2]
- das Gehäuse und die Figuren der Orgel in St. Wolfgang Am Wolfgangsee (1629)[3]